# Józef Łach (duchowny)
Józef Błażej Łach (ur. 28 kwietnia 1948 w Gorzkowie) – polski duchowny rzymskokatolicki, doktor habilitowany, profesor nadzwyczajny Uniwersytetu Rzeszowskiego, biblista.

## Życiorys
Pochodzi z parafii Brzeźnica koło Bochni. Jego stryjem jest biblista ks. Jan Łach. Po maturze wstąpił do Wyższego Seminarium Duchownego w Tarnowie, gdzie przyjął święcenia kapłańskie 28 maja 1972 z rąk bpa Jerzego Ablewicza. W tym samym roku uzyskał tytuł magistra na Wydziale Teologii Katolickiego Uniwersytetu Lubelskiego. Po święceniach pracował jako wikariusz i katecheta w diecezji tarnowskiej (1972-1985) oraz w diecezji szczecińsko-kamieńskiej (1985-1989), po czym podjął pracę duszpasterską wśród Polonii w Austrii (1989-1996). W 1975 otrzymał stopień licencjata teologii na Papieskim Wydziale Teologicznym w Krakowie. Uzyskał stopień doktora teologii w 1978 (Papieski Wydział Teologiczny w Krakowie – prawa kościelne) oraz w 1989 (Akademia Teologii Katolickiej – prawa państwowe). Habilitację uzyskał na ATK w 1992.
Podjąwszy pracę duszpasterską w diecezji szczecińsko-kamieńskiej, wykładał w Wyższym Seminarium Duchownym w Szczecinie oraz w miejscowej filii Instytutu Studiów nad Rodziną ATK. W latach 1996–1998 przebywał dwa lata na urlopie zdrowotnym. W roku akademickim 1998/1999 wykładał w Wyższym Seminarium Duchownym OO. Karmelitów w Krakowie, a w latach 1999-2003 pracował jako adiunkt w Wyższej Szkole Filozoficzno-Pedagogicznej "Ignatianum" w Krakowie. W lutym 2003 został zatrudniony w Instytucie Pedagogiki na Wydziale Pedagogiczno-Artystycznym Uniwersytetu Rzeszowskiego. W roku akademickim 2006/2007 prowadził także wykłady w Wyższym Seminarium Duchownym OO. Redemptorystów w Tuchowie, zaś w drugim semestrze roku akademickiego 2007/2008 wykład monograficzny na Wydziale Teologicznym Uniwersytetu Papieskiego Jana Pawła II – Sekcja w Tarnowie.

## Wybrane publikacje
- Stary Testament o swoich największych postaciach (2002)
- Ewangelie wczoraj i dziś (2002)
- Człowiek a kultura (2004)
- Paweł z Tarsu, apostoł "nieznanego Boga" (2008)
- Księgi Ludu Bożego Starego Przymierza: Piecioksiąg, Prorocy, Pisma : ujęcie teologiczno-praktyczne (2018)
- Księgi nowego przymierza: Ewangelie, Dzieje Apostolskie, Listy, Apokalipsa : ujęcie teologiczno-chrystologiczno-praktyczne (2020)[2]